# Harpactira pulchripes
Harpactira pulchripes là một loài nhện trong họ Theraphosidae.
Loài này thuộc chi Harpactira. Harpactira pulchripes được Mary Agard Pocock miêu tả năm 1901.